# أوتشي كالو
أوتشي كالو (بالإنجليزية: Uche Kalu)‏ (16 مايو 1986 بآبا في نيجيريا - ) هو لاعب كرة قدم نيجيري في مركز الهجوم. شارك مع منتخب نيجيريا لكرة القدم. أما مع النوادي، فقد لعب مع أضنة سبور وتشايكور ريزه سبور ونادي إنييمبا إنترناشونال ونادي توبول وBussdor United F.C. ‏.

## روابط خارجية
- أوتشي كالو على موقع اتحاد تركيا (لاعب) (الإنجليزية)
- أوتشي كالو على موقع قاعدة بيانات كرة القدم.إي يو (الإنجليزية)
- أوتشي كالو على موقع ناشيونال فوتبول تيمز (الإنجليزية)
- أوتشي كالو على موقع Soccerway.com (الإنجليزية)
- أوتشي كالو على موقع عالم كرة القدم.نت (الإنجليزية)